# Bardenberg
Bardenberg ist eine Ortschaft im westlichen Nordrhein-Westfalen, seit 1972 ein Stadtteil von Würselen in der Städteregion Aachen und liegt auf einer Anhöhe nordwestlich vom Würselner Stadtzentrum östlich der Wurm. Nachbarorte sind Würselen-Morsbach, Broichweiden, Alsdorf-Duffesheide, Herzogenrath-Niederbardenberg und Herzogenrath-Kohlscheid.

## Geschichte

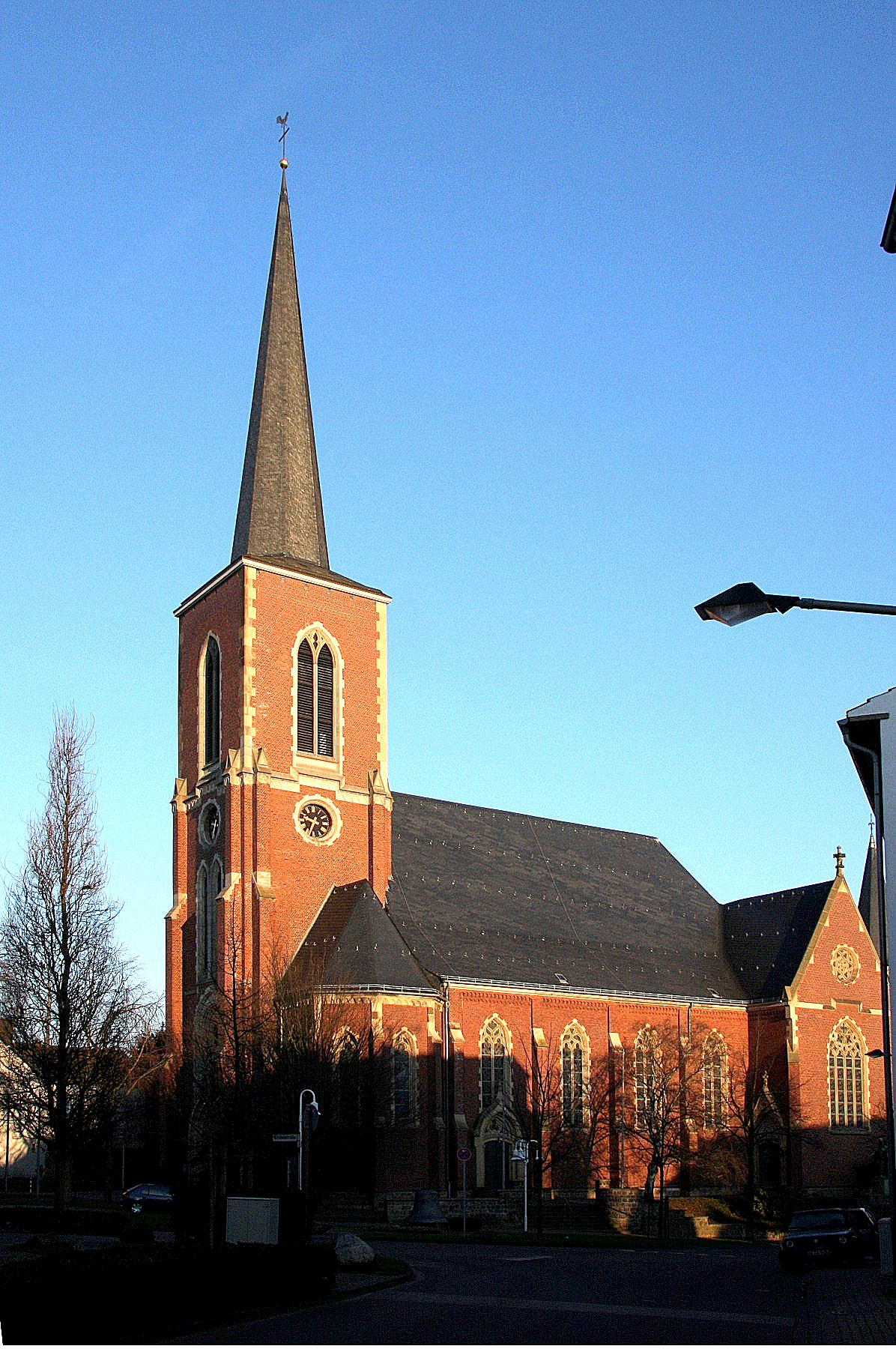
Pfarrkirche St. Peter und Paul

Im Jahr 867 n. Chr. wird Bardenberg (Bardunbach) erstmals urkundlich erwähnt. Der älteste Nachweis auf Bergbau stammt aus dem Jahre 1113. Vom 14. Jahrhundert bis zur Franzosenzeit gehört der Ort zum Herzogtum Jülich. Von 1798 bis 1814 ist es eine Mairie im Kanton Eschweiler im französischen Département de la Roer und ab 1815 eine Gemeinde im Landkreis Aachen. Von 1808 an gehörte Bardenberg zum Bezirk des Friedensgerichts Eschweiler, später zum Amtsgerichtsbezirk Aachen. Aufgrund des Aachen-Gesetzes kommen am 1. Januar 1972 das Ortszentrum Bardenberg und der Ortsteil Pley an die neue Stadt Würselen, jedoch die Ortsteile Niederbardenberg und Wefelen an die neue Stadt Herzogenrath. Duffesheide, welches auch zur Gemeinde Bardenberg gehörte, wurde der Stadt Alsdorf zugeordnet. Durch die ehemalige Gemeinde Bardenberg verlaufen heute somit drei Stadtgrenzen.
Die Keimzelle des alten Knappschaftskrankenhaus Bardenberg wurde am 1. April 1856 in einem früheren Gasthof im Ortskern Bardenbergs mit acht Betten, einem Pfleger und einer Haushälterin gegründet. Dieses Krankenhaus mitten im damaligen Aachener Revier war damals eines der ersten urkundlich nachzuweisenden Knappschaftskrankenhäuser in der Geschichte des Steinkohlenbergbaus. Das Knappschaftskrankenhaus fusionierte 2001 mit dem Würselener Krankenhaus zum Medizinischen Zentrum Kreis Aachen und war seitdem dessen Betriebsteil Bardenberg. Im Herbst 2018 zogen die letzten verbliebenen Kliniken ans Rhein-Maas Klinikum im Mauerfeldchen 25. Damit wurde die Akutmedizin im Nordkreis der Städteregion Aachen zentralisiert. Im historischen Gebäude am Dr.-Hans-Böckler-Platz befindet sich inzwischen eine Fachklinik für psychosomatische Rehabilitation.
In den letzten Jahren gehört Bardenberg mit den zwei Neubaugebieten Höfe-Viertel (Am Kuckhof, Am Stevenhof, Oststraße) und Schützenwiese (Hesselerstraße, Kelleterstraße, Knappschaftstraße, Kremerstraße, Nellessenstraße) zu den stark wachsenden Teilen von Würselen.

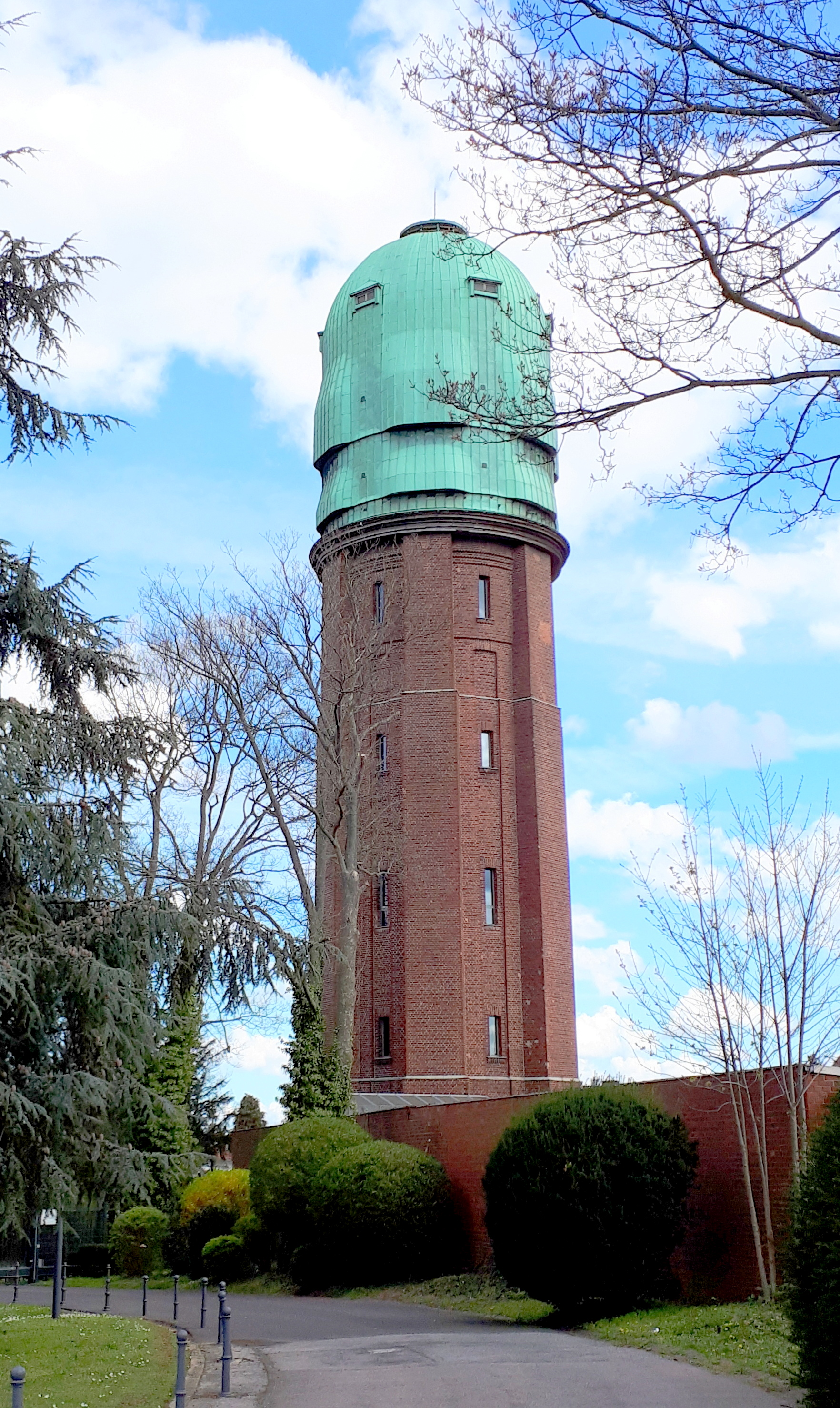
Bardenbergs Wahrzeichen, der Wasserturm

Die Entwicklung der Bevölkerung in Bardenberg in der Zeit 1820–1970
| Jahr | Einwohner | Häuser |
| 1820 | 2117      |        |
| 1826 | 2392      | 465    |
| 1871 | 2445      | 489    |
| 1885 | 2895      | 521    |
| 1895 | 3309      | 501    |
| 1905 | 3628      | 514    |
| 1925 | 4265      | 562    |
| 1946 | 5106      |        |
| 1950 | 5506      |        |
| 1961 | 5887      | 985    |
| 1970 | 6732      |        |

## Sehenswürdigkeiten
- Burg Wilhelmstein
- Alte Mühle
- Gut Steinhaus
- Haus Gey
- Wasserturm
- Pfarrkirche St. Peter und Paul
- Antoniuskapelle in Pley
- Bardenberger Pilz

## Verkehr
Die nächste Autobahnanschlussstelle ist Broichweiden auf der A 44. Die nächsten Bahnhöfe sind Herzogenrath und Kohlscheid an der Bahnstrecke Aachen–Mönchengladbach.
Busse der ASEAG verbinden Bardenberg auf den AVV-Linien 21, 59 und HZ2 mit Würselen-Mitte, Aachen, Herzogenrath, Kohlscheid und Duffesheide. Zusätzlich verkehren in den Nächten vor Samstagen sowie Sonn- und Feiertagen die Nachtexpresslinien N3 und N6 der ASEAG.
| Linie | Verlauf |
| ----- | --- |
| 21    | Lintert Friedhof – Burtscheid – Aachen Hbf – Misereor – Elisenbrunnen – Aachen Bushof – Ludwig Forum – Talbot – Haaren – Würselen – Morsbach – Bardenberg – (Pley –) Niederbardenberg – Herzogenrath Bf – Ritzerfeld – Merkstein – Boscheln – Holthausen – Übach – Palenberg – Palenberg Bf                                                            |
| 59    | (Bedarfsverkehr) Reifeld – Duffesheide – Bardenberg Krankenhaus |
| HZ2   | Bardenberg Krankenhaus – Wilhelmstein – Wurmtal – Kohlscheid Markt – Weststraße – Kohlscheid Bf – Amstelbachtal – Bank – Pannesheide |
| N3    | Nachtexpress: nur in den Nächten vor Samstagen sowie Sonn- und Feiertagen Elisenbrunnen – Aachen Bushof (→ Ludwig Forum → Haaren → Verlautenheide → Würselen → Morsbach → Bardenberg) / (← Eurogress ← Berensberg ← Rumpen ← Kohlscheid Markt ← Klinkheide ← Pannesheide ← Straß) – Herzogenrath Bf – Ritzerfeld – Merkstein (← Boscheln ← Holthausen) |
| N6    | Nachtexpress: nur in den Nächten vor Samstagen sowie Sonn- und Feiertagen Aachen Bushof → Alter Tivoli → Berensberg → Rumpen → Kohlscheid Weststr. → Klinkheide → Kohlscheid Markt → Bardenberg → Morsbach → Würselen → Haaren → Liebigstr. → Aachen Bushof → Elisenbrunnen                                                                            |

## Sport
In Bardenberg gibt es mit dem Fußballclub SC Sparta Bardenberg (bis 30. Juni 2017 SC 1930 Bardenberg – zum 1. Juli 2017 durch Fusion mit Sparta Würselen zu SC Sparta Bardenberg umbenannt) und dem Handballverein VfL Bardenberg zwei große Sportvereine. Der VfL Bardenberg spielt zurzeit in der Verbandsliga des Handballverbands Mittelrhein. Zusätzlich besitzt der VfL noch zwei weitere Herrenmannschaften, zwei Damenmannschaften und eine sehr erfolgreiche Jugendabteilung, die in den letzten zwei Jahren mehrfach die Qualifikation für die Oberliga geschafft hat.  Die Heimspiele des VfL Bardenbergs finden in der Walter-Rütt-Halle in Morsbach (Würselen) statt, der SC Sparta Bardenberg spielt auf dem vereinseigenen Sportplatz in Bardenberg (Zechenstrasse) und seit der Fusionierung im Jahr 2017 auch auf der Sportanlage in der Birkenstrasse. Parallel zu der Handball-Abteilung gibt es eine gleichnamige Tennisabteilung.
Ein weiterer Verein ist die Turngemeinde Bardenberg e. V. Seit 1892 hat diese zahlreiche engagierte Trainer. In den unterschiedlichen Sportgruppen, wie Frauen-Gymnastik, Badminton, Eltern-Kind-Turnen, Kinderturnen und der Geräteleistungsgruppe treffen sich jede Woche die Sportbegeisterten um gemeinsam zu trainieren. So wurden auch bereits zahlreiche Erfolge erlangt. 

## Heimattheater
1897 wurde in Bardenberg ein Theaterverein gegründet. Ziel war für die etwa 3200 Einwohner den kulturellen Veranstaltungskalender zu erweitern. Der erste Bardenberger Theaterverein firmierte unter dem Namen Dilettantenbund. Es kamen weitere Theatervereine, wie der St. Josef Verein, der Jünglingsverein und die Frauenkongregation der Pfarre St. Peter und Paul dazu. Im Jahre 1917 stellte der Jünglingsverein sein Spiel ein. Wann die Frauenkongregation ihr Spiel einstellte ist nicht zu erfahren. Im Jahre 1912 gründete sich ein weiterer Verein unter dem Namen Dramatische Vereinigung Fidelitas. Durch den Ausbruch des Ersten Weltkrieges musste das Laienspiel wegen der Einberufung vieler Mitglieder eingestellt werden.
Im Jahre 1919 folgte dann die Gründung des nächsten Theatervereins unter dem Namen Fidele Freunde.
Die in Bardenberg auf einem Sporn über dem Wurmtal im 13. Jahrhundert erbaute Burg Wilhelmstein war für Freilichttheater bestens geeignet. Man trat mit dem damaligen Pächter der Burgruine, Herrn Lausberg, in Verhandlungen, um hinter dem Areal der Burgruine eine Freilichtbühne zu errichten. Nach Fertigstellung der Anlage, konnte am 6. August 1922 die einzige Freilichtbühne im Kreis Aachen mit dem Stück "Die Räuber" von Schiller eröffnet werden.
1933 mussten sich die in Bardenberg noch bestehenden drei Theatervereine zu einem Verein zusammenschließen. Der Zusammenschluss wurde unter Aufsicht der Parteileitung der NS im damaligen Parteilokal Steinbusch getätigt. Auf höherer Order gab es ab 1935 nur noch einen Theaterverein unter dem Namen „Bühnen- und Freilichtspielgemeinschaft Bardenberg“. Die Kriegführung führte im Jahre 1942 zur Einstellung des Theaterspiels. Nach Beendigung des Krieges und den ersten Wiederaufbauten bestand die nächste Aufgabe darin, auch das Freilichtspiel wieder aufleben zu lassen. Mit diesem Vorsatz machte sich der Verein an die Arbeit und feierte am 13. Juni 1948 die Premiere mit dem Stück „Die Räuber“.
Bereits im Jahre 1950 strebte der Verein wieder die endgültige Eigenständigkeit an. Um dies auch nach außen kenntlich zu machen, beschloss der Verein am 5. November 1950, den zur nationalsozialistischen Zeit aufgezwungenen Namen wieder abzulegen und den Verein umzubenennen. Aus den Vereinsnamen der damals noch existierenden drei Theatervereine konnte der neue Name zusammengesetzt werden. Somit stand zum Schluss folgender Name fest: Dramatische Vereinigung Dilettantenfreunde 1897 Bardenberg, Dramatische Vereinigung Fidelitas, Dilettantenbund oder Fidele Freunde.
Die Aufführungen auf der Freilichtbühne endeten nach der Aufführung im Jahre 1956, da der Eigentümer eine weitere Nutzung verweigerte. Fortan musste sich der Verein mit Saalaufführungen begnügen.
Heute führt der Traditionsverein den Namen Heimatbühne DVD 1897 Bardenberg e. V.
Am Aschermittwoch, den 6. Februar 2008, gründete sich mit dem Theaterverein Bardenberg e. V. eine zweite Laienspielgruppe in Bardenberg. Der neu gegründete Theaterverein Bardenberg e. V. feierte bereits am 18. Oktober 2008 seine Premiere in der Mehrzweckhalle Bardenberg und schloss eine auf vier Aufführungen begrenzte Spielzeit erfolgreich ab.

## Söhne und Töchter des Orts
Nach Geburtsjahr geordnet
- Agnes Plum (1869–1951), Politikerin
- Peter Kelleter (1908–1991), Ordensgeistlicher und römisch-katholischer Bischof von Bethlehem
- Ludwig „Luís“ Herbst (1925–2017), Bischof von Cruzeiro do Sul
- Jupp Martinelli (* 1936), deutscher Fußballspieler
- Karl Setzen (1936–2022), Soziologe
- Walter Josef Meyer (1938–2000), Politiker, Landrat des Kreises Aachen
- Peter Hanrath (* 1940), Kardiologe
- Alfons-Reimund Billmann (1944–2022), Politiker
- Hans-Josef Kapellmann (* 1949), deutscher Fußballspieler
- Helmut Brandt (* 1950), Politiker
- Arnold Ganser (* 1954), Hämatologe und Hochschullehrer
- Jürgen Greve (* 1954), Schwimmtrainer und Sportmarketing-Unternehmer
- Lutz Konermann (* 1958), Regisseur, Autor, Kameramann
- Dieter Junghans, (* 1959), Diplom-Kaufmann und CEO der Unternehmensgruppe Pro Idee
- Renate Piotraschke (* 1959), Wasserspringerin
- Bernd Sieberichs (* 1961), Schriftsteller
- Helmut Leder (* 1963), Psychologe (Universität Wien)
- Thomas A. Schmitz (* 1963), Klassischer Philologe (Universität Bonn)
- Norbert Scholly (* 1964), Jazzgitarrist
- Norman Langen (* 1985), Schlagersänger